# H2-293
H2-293 — паровоз, построенный американской паровозостроительной компанией Richmond Locomotive Works для железных дорог Финляндии в 1900 году, на котором 10 августа и 7 октября 1917 года В. И. Ленин нелегально пересекал границу Финляндии. В настоящее время данный паровоз является одним из немногих сохранившихся паровозов этой серии, принадлежит к объектам культурного наследия хранится на территории Финляндского вокзала.

## История 1900—1917
Паровоз H2-293 был построен в 1900 году американской паровозостроительной компанией Richmond Locomotive Works под заводским номером 2991. В 1913 году он был приобретён Управлением Финляндских железных дорог и водил пригородные поезда на участке Санкт-Петербург — Райвола. Машинистом паровоза работал Гуго Ялава.
После июльских дней 1917 года над В. И. Лениным, скрывавшемся от Временного правительства в Разливе, нависла угроза ареста. ЦК РСДРП (б) поручил перевести вождя через границу и укрыть в Финляндии проверенным большевикам Александру Васильевичу Шотману и Эйно Абрамовичу Рахье. Проверка границы показала, что без угрозы ареста пройти там невозможно. Н. А. Емельянов предложил план перевезти В. И. Ленина через границу на паровозе.
Ещё в годы первой русской революции Гуго Ялава активно участвовал в работе профессионального союза железнодорожников. Осенью 1905 года, во время всеобщей октябрьской политической стачки, Ялава был председателем стачечного комитета железнодорожников. Впоследствии неоднократно переправлял на своём паровозе через финскую границу работников партии, перевозил оружие, типографские шрифты, нелегальную литературу.
9 августа 1917 года Г. Э. Ялава, следовавший с поездом № 71, на ст. Удельная взял под видом кочегара в паровозную будку В. И. Ленина.
Когда жандармы начали проверять паспорта пассажиров на станции Белоостров, Ялава отцепил свой локомотив от поезда и повёл его на заправку водой (хотя состояние локомотива этого не требовало). Вернувшись к третьему звонку, Ялава прицепил свой локомотив обратно к поезду дал свисток и тут же уехал.
В Финляндии Ленин покинул паровоз на ст. Териоки (ныне ст. Зеленогорск).
7 октября 1917 года на этом же паровозе при содействии Г. Ялавы Ленин вернулся из Финляндии в Петроград. И на этот раз в Белоострове был повторён трюк с набором воды.

## История 1918—1924
В начале 1918 года машинистом паровоза стал Николай Рыбкин. В апреле 1918 года маневровый паровоз врезался в левый бок 293-го, в аварии разбило паровую машину, слетела труба и песочница. Паровоз оказался на кладбище.
В марте 1920 года машинист депо Петроград Финляндского отделения, коммунист Герман Рикконен предложил «…отметить пролетарский праздник 1 Мая хорошим подарком Республике», восстановив один или несколько нерабочих паровозов. Сформировалась инициативная группа, включавшая в себя четырёх машинистов и троих помощников. Выбрать машину для ремонта было поручено машинисту того же депо Вольдемару Виролайнену. Выбор был достаточен — на паровозном кладбище товарной станции Финляндского вокзала было около 20 мёртвых паровозов. Осматривая машины, Виролайнен увидел паровоз H2-293, Котёл и экипажная часть были в хорошем состоянии. Паровоз был ему хорошо знаком — с 1916 г работая в депо подручным слесаря он был знаком с Г. Ялавой и нередко обслуживал его паровоз. В восстановлении 293-го, помимо Виролайнена и Рикконена, также принимали участие машинисты Сикандр и Ханнонен, помощник Хофрен и двое других. Работали во внеурочное время в третьем стойле депо.
1 мая 1920 года был торжественно выпущен из ворот депо. Тендер украшала надпись «Первомайский паровоз» и проставлена дата 1/V 20 г. На собрании В. М. Виролайнен был выбран машинистом этого паровоза как инициатор ремонта и самый молодой машинист депо. Известна фотография этого момента, сделанная машинистом М. Саволайненом. С этого дня паровоз водил пригородные поезда от Финляндского вокзала, Виролайнен работал на нём в течение года.
Впоследствии, когда ему поручили водить маршрутные поезда с хлебом в Петроград и Москву из Сибири, Поволжья, Украины, паровоз был передан другой бригаде. В то время никто не знал об особой исторической роли локомотива. Лишь в день смерти В. И. Ленина, 21 января 1924 года, на траурном митинге в депо выступил Г. Ялава и впервые рассказал о событиях 1917 года.

## История 1924—1947
В 1924 году вместе с другим имуществом по договору паровоз был передан Финляндской железной дороге. В последующие годы паровоз модернизировали, поставив, в частности, пароперегреватель. Кроме того, вследствие переоборудования на угольное отопление, была установлена цилиндрическая дымовая труба. В 1942 году в ходе реформы наименований получил серию Hk1.

## История 1947—1957
Мирный договор с Финляндией подписан 10 февраля 1947 года в Париже в рамках Парижской мирной конференции 1947 года. Вскорости в Финляндию на празднование 40-летнего юбилея Парламента прибывает делегация Верховного Совета СССР. Находясь в составе делегации В.Виролайнен (в то время — начальник Кировской дороги) занялся поисками паровоза и установил, что H2-293 приписан к депо Тампере, водит пригородные поезда. Обращение к Наркому ПС, Л. М. Кагановичу с предложением вернуть реликвию, в то время осталось без ответа.
В 1957 году в 40-ю годовщину Октябрьской революции правительством Финляндии было принято решение о передаче паровоза Советскому Союзу.
13 июня 1957 года в Хельсинки состоялась торжественная церемония передачи 293-го советской правительственной делегации. Передача была осуществлена на железнодорожной линии, проходящей по морскому побережью Хельсинки, неподалёку от резиденции делегации СССР. На паровозе была табличка с надписью на финском и русском языках: «Финское правительство подарило этот локомотив правительству Союза Советских Социалистических Республик в память тех поездок, которые В. И. Ленин совершил в трудное время по территории Финляндии».
17 июня того же года финская локомотивная бригада (машинист Т. Солио, помощник машиниста X. Яяккола) привела его на пограничную станцию Вайниккала. Локомотив приняла лучшая паровозная бригада локомотивного депо Выборг (машинист В. Тепляков, помощник машиниста В. Сериков), и в 16 часов 21 минуту паровоз отправился к советской пограничной станции Лужайка. 20 июня ст. машинист Адольф Данилович Линдстрем привёл его в Ленинград.

## Паровоз-памятник
После возвращения в Советский Союз паровоз более не эксплуатировался. 21 июня 1957 года паровоз был установлен как памятник в Ленинграде в сквере на углу Нейшлотского переулка и Лесного проспекта, где простоял около пяти месяцев. В середине ноября 1957 года паровоз перевели в здание Ленинград-Балтийского электродепо, где он находился до апреля 1961 года.
22 апреля 1961 года (в 91-ю годовщину со дня рождения В. И. Ленина) исторический паровоз был установлен у одной из платформ Финляндского вокзала. К 1964 году, для паровоза был построен стеклянный павильон по проекту архитекторов П. А. Ашастина и Е. В. Лохановой (Ленгипротранс).
Был восстановлен исторический облик паровоза — в частности изготовлена оригинальная дымовая труба, паровоз перекрашен в тёмно-зелёный цвет.
4 ноября 1964 года в 8 часов 40 минут паровоз H2-293 был установлен на вечную стоянку, а затем выполнены оставшиеся работы.
В апреле — мае 2005 года Октябрьская железная дорога капитально отремонтировала мемориал: на паровозе были заменены стёкла, восстановлена будка, машину очистили пескоструйной установкой и перекрасили. Одновременно с этим были произведены работы по ремонту защитного павильона: заменено остекление, установлена ночная подсветка.

## В культуре

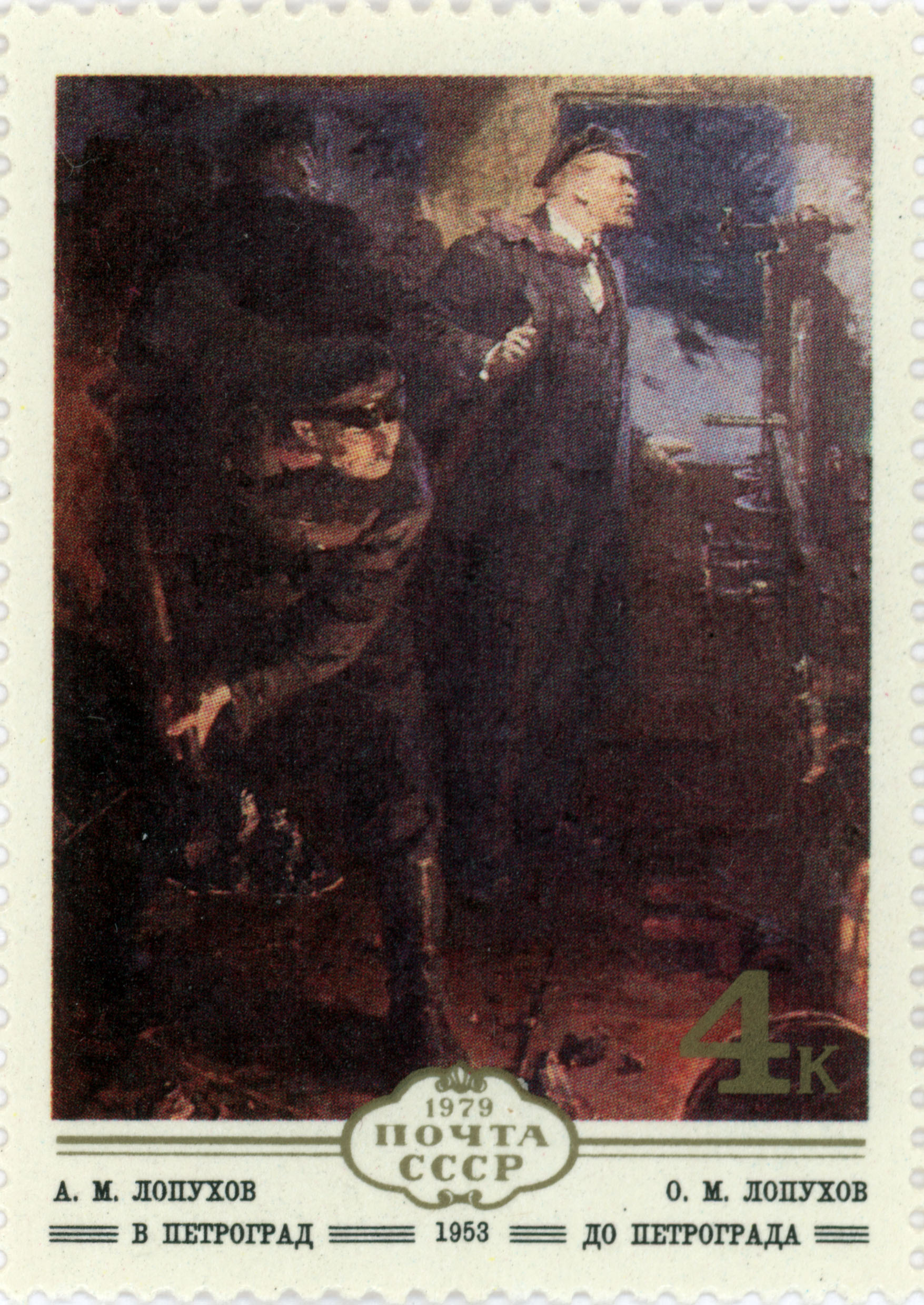

21 января 1924 г умер В. И. Ленин. На траурном митинге в депо выступил Г. Ялава и впервые рассказал о том, что в 1917 году на его паровозе В. И. Ленин под видом кочегара переправлялся в Финляндию и обратно.
16 апреля 1924 года в «Ленинградской правде» появилась небольшая статья Ялавы «Две встречи с Ильичём на паровозе» .
Более подробная статья Г. Ялавы «Кочегар паровоза № 293» была опубликована в 1935 году в газете «Гудок». Переиздана во 2-м томе пятитомного издания «Воспоминаний о Владимире Ильиче Ленине» (М., 1969).
В 1937 году возвращение В. И. Ленина на паровозе в Петроград вошло первым эпизодом в художественный фильм «Ленин в Октябре» «Мосфильм» (первые 7 минут фильма).
В 1953 году художник А. М. Лопухов как дипломную работу, создал картину «В Петроград» (Киев. Национальный художественный музей Украины). В 1979 году почта СССР выпустила марку с изображением данной картины (ЦФА № 5013).
В 1963 году художник Рубин Е. Е. написал картину «Ленин едет в Питер», а в 1987 году — «Приезд Ленина на ст. Белоостров 3 апреля 1917 г.»[значимость факта?]
Ленинградский поэт Иван Антонов написал стихотворение «Поезд ведёт Ялава».[значимость факта?]

## В науке
В 60-х годах и после перестройки появились материалы, ставящие под сомнение дату возвращения В. И. Ленина в Петроград.
- Логинов В. Т. «Неизвестный Ленин», с 118, 119. Эксмо, 2010, ISBN 978-5-699-41148-1
- М. В. Фофанов. «О дате возвращения В. И. Ленина из Финляндии в Петроград в 1917 году» // Исторический архив. М., 1958. № 2, с. 166—169[11].
- В. И. Старцев. «Тайна октябрьской ночи» // Родина. 1990. No 1. С. 14—17[12].